# Fradogo
Francisco Domènech i González, Fradogo (Barcelona, 30 d'abril de 1948 - Sitges, 26 de juny de 1996) fou un pintor expressionista català.